# 성주 현씨
성주 현씨(星州玄氏)는 경상북도 성주군을 본관으로 하는 한국의 성씨이다. 시조 현규(玄珪)는 연주 현씨의 시조인 현담윤(玄覃胤)의 후손이며, 조선에서 군자감정(軍資監正)과 고부군수(古阜郡守)를 지냈다.

## 참고 자료
- “성주현씨(星州玄氏)”. 뿌리를 찾아서.[깨진 링크(과거 내용 찾기)]